# Aldo Marelli
Aldo Marelli (né le 17 avril 1919 à Busto Arsizio en Lombardie et le 8 juin 2010) est un joueur italien de football, qui jouait en tant que milieu de terrain.
Durant sa carrière, Marelli a évolué pour les clubs italiens du Genoa Cricket and Football Club, de l'Aurora Pro Patria 1919, de la Società Ginnastica Gallaratese, de la Juventus (pour qui il joue son premier match le 10 janvier 1943 lors d'un nul 0-0 contre Vicence en Serie A) ainsi que de l'Empoli Football Club.